# Rappenlochschlucht
Rappenlochschlucht är en ravin i Österrike.   Den ligger i distriktet Dornbirn och förbundslandet Vorarlberg, i den västra delen av landet, 500 km väster om huvudstaden Wien. Rappenlochschlucht ligger 753 meter över havet. Den ligger vid sjön Staufensee.
Terrängen runt Rappenlochschlucht är varierad. Närmaste större samhälle är Dornbirn, 4,6 km nordväst om Rappenlochschlucht.
I omgivningarna runt Rappenlochschlucht växer i huvudsak blandskog. Inlandsklimat råder i trakten. Årsmedeltemperaturen i trakten är 4 °C. Den varmaste månaden är juli, då medeltemperaturen är 15 °C, och den kallaste är december, med −8 °C. Genomsnittlig årsnederbörd är 1 852 millimeter. Den regnigaste månaden är juni, med i genomsnitt 231 mm nederbörd, och den torraste är mars, med 78 mm nederbörd.